# Гагарін (місячний кратер)
Кратер Гагарін (лат. Gagarin) — гігантський стародавній метеоритний кратер у південній півкулі зворотного боку Місяця. Утворення кратера відбулось у донектарському періоді. Назву кратеру присвоєно на честь Юрія Гагаріна першої людини, що здійснила політ у космос. Назву кратера офіційно затверджено 25 серпня 1970 року резолюцією № 8 Міжнародного астрономічного союзу на XIV Генеральній асамблеї МАС у Брайтоні. 

## Опис кратера

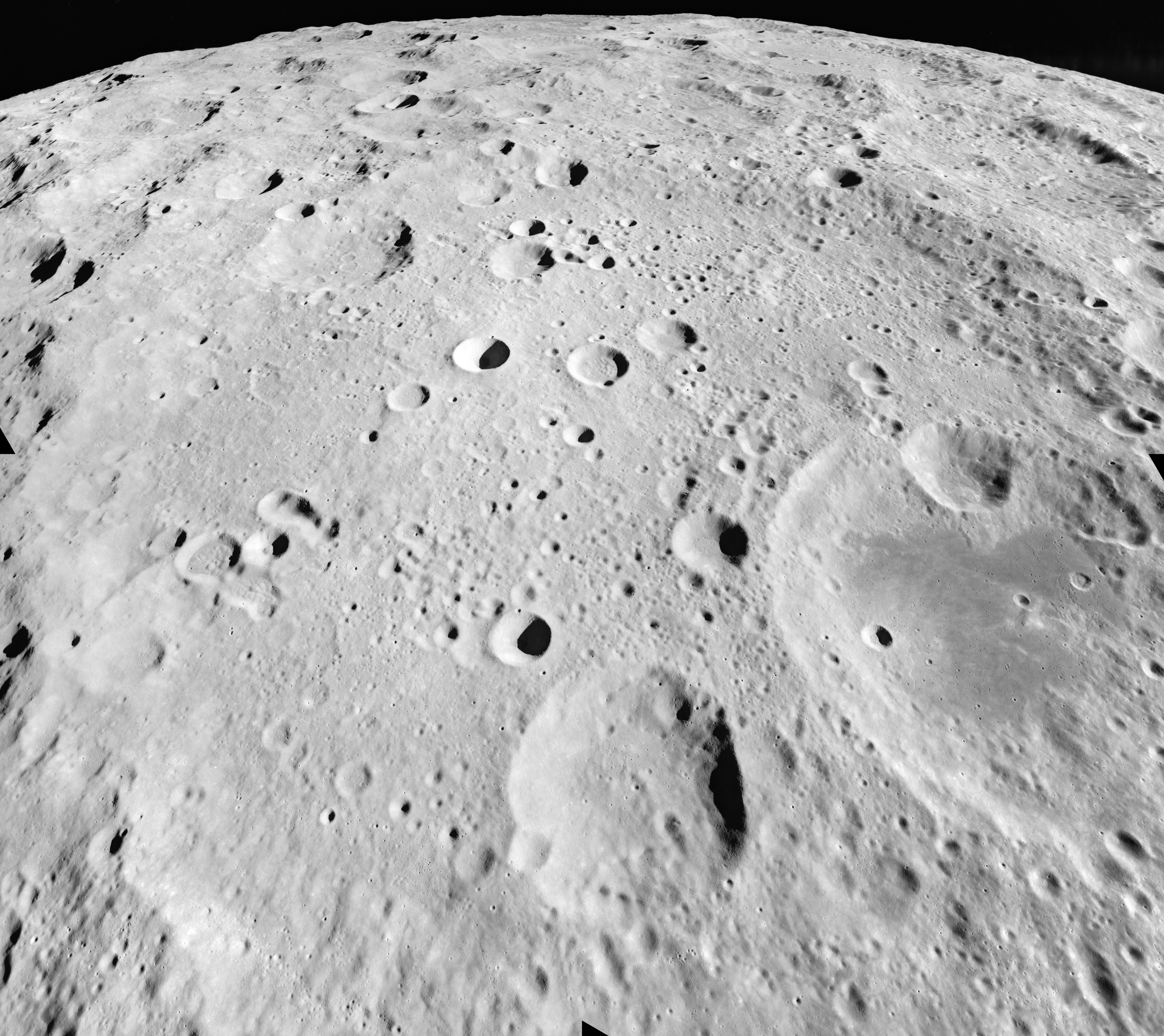
Світлина кратера Гагарін з борту Аполлона-17 (північ внизу)

Найближчими сусідами кратера є кратер Пірке на заході; кратер Деннінг на північному заході; кратер Ісаєв, який перекриває північну частину кратера Гагарін; кратер Граве, що перекриває північно-східну частину кратера Гагарін; кратер Армінський на північному сході; кратер Сірано на сході; кратер Барб'є на південному сході; кратер Врублевський, який дотикається до південно-східної частини валу кратера Гагарін; кратер Голєчек на півдні; кратер Андронов, що примикає до південно-західної частини валу кратера Гагарін; кратер Леві-Чівіта на південному заході. Крім цього у чаші кратера Гагарін розташовані кратери Косберг, Баландін і Расплетін. Селенографічні координати центру кратера 19°40′ пд. ш. 149°21′ сх. д. / 19.66° пд. ш. 149.35° сх. д., діаметр 262 км.
Кратер Гагарін має згладжений вал, терасу, потужний зовнішній вал, хребет та багато пагорбів на дні, нерівне дно із застиглою лавою. Кратер не має променевої системи й знаходиться на материку. Сформувався у донектарський період, але пізніше від розташованого неподалік басейну Південний полюс — Ейткен:98-99. Глибина кратера, заміряна від дна кратера до верхньої вершини цого валу, становить 4800 метрів, висота валу над навколишньою поверхнею Місяця — 2100 метрів, ширина зовнішнього схилу валу кратера сягає 43 км, а діаметр рівної поверхніо дна — 200 км:464. При такому співвідношенні глибини і діаметра з центру кратера Гагарін його вал буде практично не видно — ледь помітною, можливо, буде найвища крайка валу.
Місцезнаходження кратера відносно інших великих кратерів зворотного боку Місяця таке: східніше від кратера Ціолковський, на південь від кратера Чаплигін, на північний схід від кратера Павлов і на північний захід від Моря Мрії. На валу кратера Гагарін, у північно-західній його частині знаходиться, утворений у нектарському періоді:98 кратер Ісаєв діаметром 85 км, а дещо правіше від нього менший за розміром кратер Граве, а у південно-східній частині знаходиться кратер Расплетін діаметром 48 км.

## Сателітні кратери

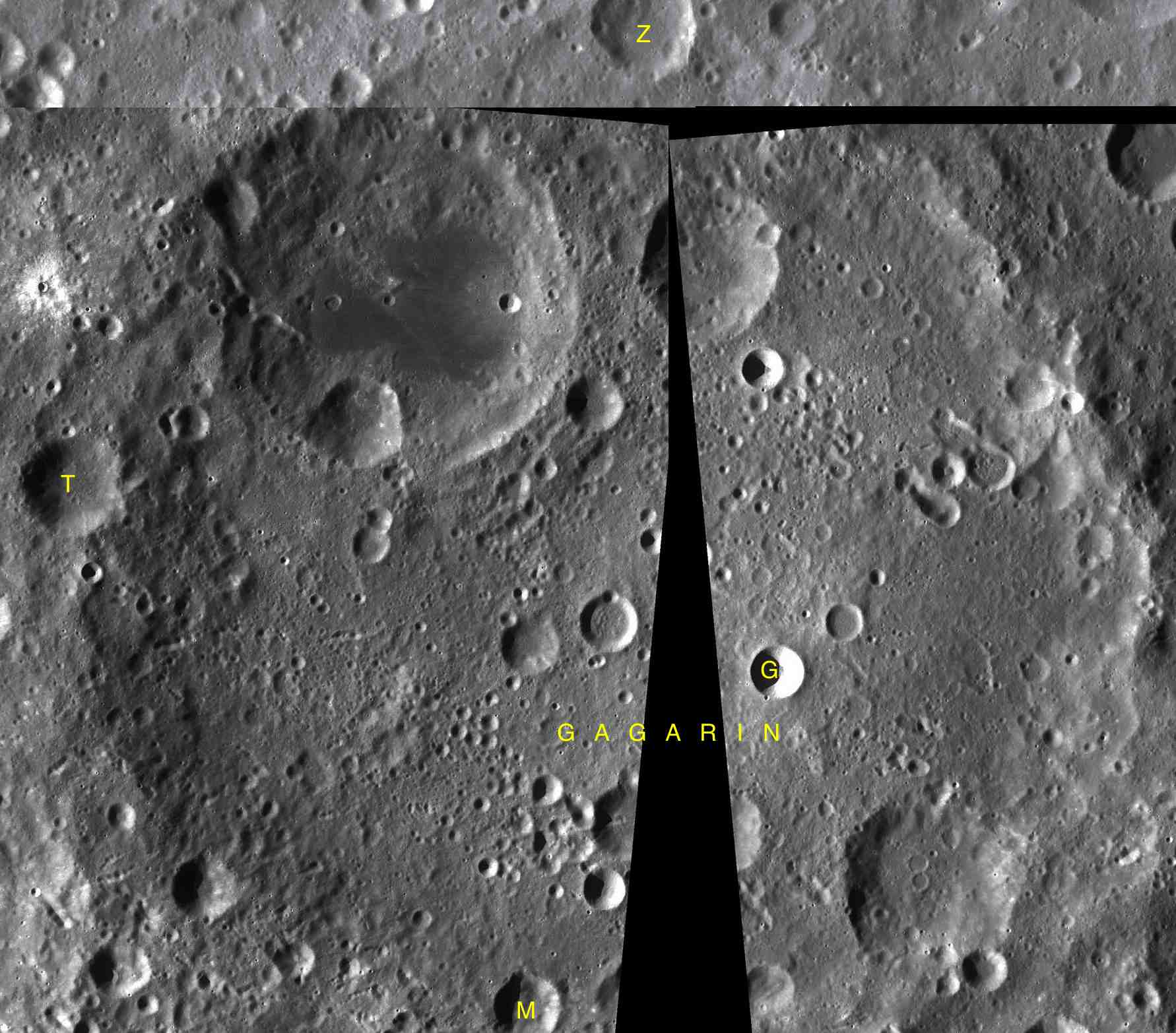
Фрагменти мап LAC-84, LAC-85, LAC-102, LAC-103.

| Гагарін | Координати                                                  | Діаметр, км |
| ------- | ----------------------------------------------------------- | ----------- |
| G       | 20°31′ пд. ш. 150°32′ сх. д. / 20.51° пд. ш. 150.54° сх. д. | 13,7        |
| M       | 23°31′ пд. ш. 149°10′ сх. д. / 23.51° пд. ш. 149.17° сх. д. | 17,6        |
| T       | 19°20′ пд. ш. 144°45′ сх. д. / 19.33° пд. ш. 144.75° сх. д. | 26,4        |
| Z       | 15°19′ пд. ш. 149°36′ сх. д. / 15.31° пд. ш. 149.60° сх. д. | 26,8        |